# 阿拉伯梅花雀
阿拉伯梅花雀（学名：Estrilda rufibarba），是梅花雀科梅花雀属的一种，分布于沙特阿拉伯和也门。全球活动范围约为86,500平方千米。该物种的保护状况被评为无危。
阿拉伯梅花雀的平均体重约为8.5克。栖息地包括耕地、亚热带或热带的（低地）干燥疏灌丛和河流、溪流。